# کیپ ورد در المپیک تابستانی ۲۰۲۴
کاروان المپیکی کیپ ورد متشکل از ۷ ورزشکار، در بازی‌های المپیک تابستانی ۲۰۲۴ شرکت کرد. این مسابقات که از ۲۶ ژوئیه تا ۱۱ اوت ۲۰۲۴ (۵ تا ۲۱ مرداد ۱۴۰۳ خورشیدی) به میزبانی پاریس برگزار شد، هشتمین حضور کاروان این کشور در بازی‌های المپیک تابستانی بود.
در این دوره از مسابقات، کاروان کیپ ورد نخستین مدال برنز خود را در تاریخ المپیک کسب کرد. دنیل وارلا ده پینا، با کسب مدال برنز در وزن ۵۱ک. گ مردان در رشته بوکس، این افتخار را به‌دست‌آورد.
با این مدال، برای نخستین‌بار کیپ‌ورد در رده‌بندی نهایی المپیک قرار گرفت.

## مدال‌آوران
| مدال | ورزشکار            | ورزش | رویداد        | تاریخ |
| ---- | ------------------ | ---- | ------------- | ----- |
| برنز | دنیل وارلا ده پینا | بوکس | ۵۱ ک. گ مردان | ۴ اوت |

| ورزش | 1 | 2 | 3 | کل |
| بوکس | ۰ | ۰ | ۱ | ۱  |
| کل   | ۰ | ۰ | ۱ | ۱  |

## شرکت‌کنندگان
ورزشکاران کیپ ورد براساس فهرست زیر، در ورزش‌های المپیک به رقابت پرداختند.
| ورزش        | مردان | زنان | کل |
| ----------- | ----- | ---- | -- |
| دو و میدانی | ۱     | ۰    | ۱  |
| بوکس        | ۱     | ۱    | ۲  |
| شمشیربازی   | ۱     | ۰    | ۱  |
| جودو        | ۰     | ۱    | ۱  |
| شنا         | ۱     | ۱    | ۲  |
| کل          | ۴     | ۳    | ۷  |